# Alle Tage ist kein Sonntag (Lied)
Alle Tage ist kein Sonntag ist ein Volkslied aus Ostpreußen, das erstmals 1924 in dem Liederbuch Alpenrose in gedruckter Version erschien.

## Schlagerversion
Eine Schlagerversion in abgewandelter Version der 3. Strophe stammt von Carl Ferdinands (Text) und Carl Clewing (Melodie) und erschien in den 1930er Jahren. Der Titel wurde im Berliner Musikverlag Richard Birnbachvetlegt und war im Zweiten Weltkrieg ein viel gehörter Schlager, der selbst als Postkartenmotiv für die Feldpost diente. Auch in den Nachkriegsjahren erfreute sich der Schlager großer Beliebtheit.

## Vertonungen
Das Lied erschien nicht nur in den beiden Filmen mit dem gleichnamigen Titel aus dem Jahr 1935 (Alle Tage ist kein Sonntag, Regie Walter Janssen) und 1959 (Alle Tage ist kein Sonntag, Regie Helmut Weiss), sondern auch als Vertonungen mit Marlene Dietrich, Richard Tauber, Fritz Wunderlich und Rudolf Schock.
Im Dezember 2020 veröffentlichte Till Lindemann zusammen mit David Garrett eine Coverversion als Single.